# Johann Jakob Lówental
Johann Jakob Lówental (Budapest, 15 de julio de 1810 - St Leonards-on-Sea, Hastings, 24 de julio de 1876) fue un ajedrecista británico de origen húngaro, considerado uno de los grandes jugadores europeos de ajedrez del siglo XIX. Emigró a Estados Unidos donde se enfrentó a un Paul Morphy de doce años que le derrotó. Posteriormente se instaló en Inglaterra y adoptó la nacionalidad británica.